# Heinrich Gillessen
Heinrich Gillessen (* 17. Juni 1896 in Eschweiler; † 3. März 1979 in Aachen) war ein deutscher Politiker (CDU der DDR). Er war Minister für Handel und Versorgung des Landes Thüringen. Er flüchtete 1950 in die Bundesrepublik Deutschland.

## Leben
Gillessen studierte nach dem Besuch eines Gymnasiums Rechtswissenschaften an den Universitäten Berlin, Bonn und Köln. Er wurde zum Dr. jur. promoviert und trat in den Staatsdienst. Von 1939 bis 1942 arbeitete er als Geschäftsführer einer Textilfirma in Euskirchen und von Januar 1943 bis 1944 als Abteilungsleiter in der Wirtschaftsgruppe Bekleidungsindustrie in Berlin und in Sonneberg.
Nach dem Zweiten Weltkrieg wurde er Mitglied der CDU in der Sowjetischen Besatzungszone und im Jahr 1946 Geschäftsführer der thüringischen Bekleidungsindustrie in Greiz. Im Dezember 1946 wurde er in Greiz zum Stadtrat für die Dezernate Finanzen und Recht ernannt und Mitglied der Entnazifizierungskommission. Am 8. März 1948 wurde er vom Thüringer Landtag als Nachfolger des ausgeschiedenen Ministers Georg Grosse zum Minister für Handel und Versorgung gewählt. Am 10. Oktober 1949 wählte ihn der Thüringer Landtag zum Mitglied der Provisorischen Länderkammer der DDR. Nach einer Überprüfung der Arbeitsweise seines Ministeriums durch das Ministerium für Handel und Versorgung der DDR trat er am 5. Juli 1950 als Minister zurück und floh im August 1950 nach Bayern. Daraufhin wurde er vom geschäftsführenden CDU-Landesvorstand aus der CDU ausgeschlossen. Am 7. Februar 1951 wurde er vom Landgericht Erfurt wegen Sabotage zu acht Jahren Zuchthaus verurteilt. Gillessen wurde vorgeworfen, die Verwaltung seines Ministeriums nicht „volksnah“ gestaltet zu haben und für die Haftentlassung der Greizer „Textilschieber“ eingetreten zu sein.
Gillessen wurde Mitglied der CSU und lebte in Wasserburg am Inn. Im Jahr 1957 wurde er in Passau wegen des Verdachts der Agententätigkeit für die DDR verhaftet, am 5. Februar 1960 jedoch rehabilitiert.
Gillessen starb im Alter von 82 Jahren.